# (942) Romilda
(942) Romilda ist ein Asteroid des Hauptgürtels, der am 11. Oktober 1920 von dem deutschen Astronomen K. Reinmuth in Heidelberg entdeckt wurde.
Der Asteroid wurde in traditioneller Weise mit einem weiblichen Vornamen benannt. Der Name ist von keiner speziellen Person abgeleitet.